# Chapelle Saint-Martian
La chapelle Saint-Martian est un édifice religieux situé dans les environs d'Apt dans le Vaucluse en France.

## Histoire
La chapelle est dédiée à saint Martian, né à Saignon vers 730. Martian participe à la fondation d'un monastère bénédictin dans la région d'Apt, l'abbaye de Saint-Eusèbe. Devenu Père abbé du monastère, Martian aurait réalisé quelques miracles. Il est décédé sur un rocher à la suite d'un malaise. Ses restes reposent dans la cathédrale Sainte-Anne d'Apt. Après la mort de Martian, le rocher sur lequel il avait rendu l'âme devient un lieu de vénération et de pèlerinage où on espérait une guérison ou la réalisation d'un vœu. 
Plusieurs chapelles ont été édifiées sur cet emplacement. La chapelle actuelle date de 1650. 

## Galerie

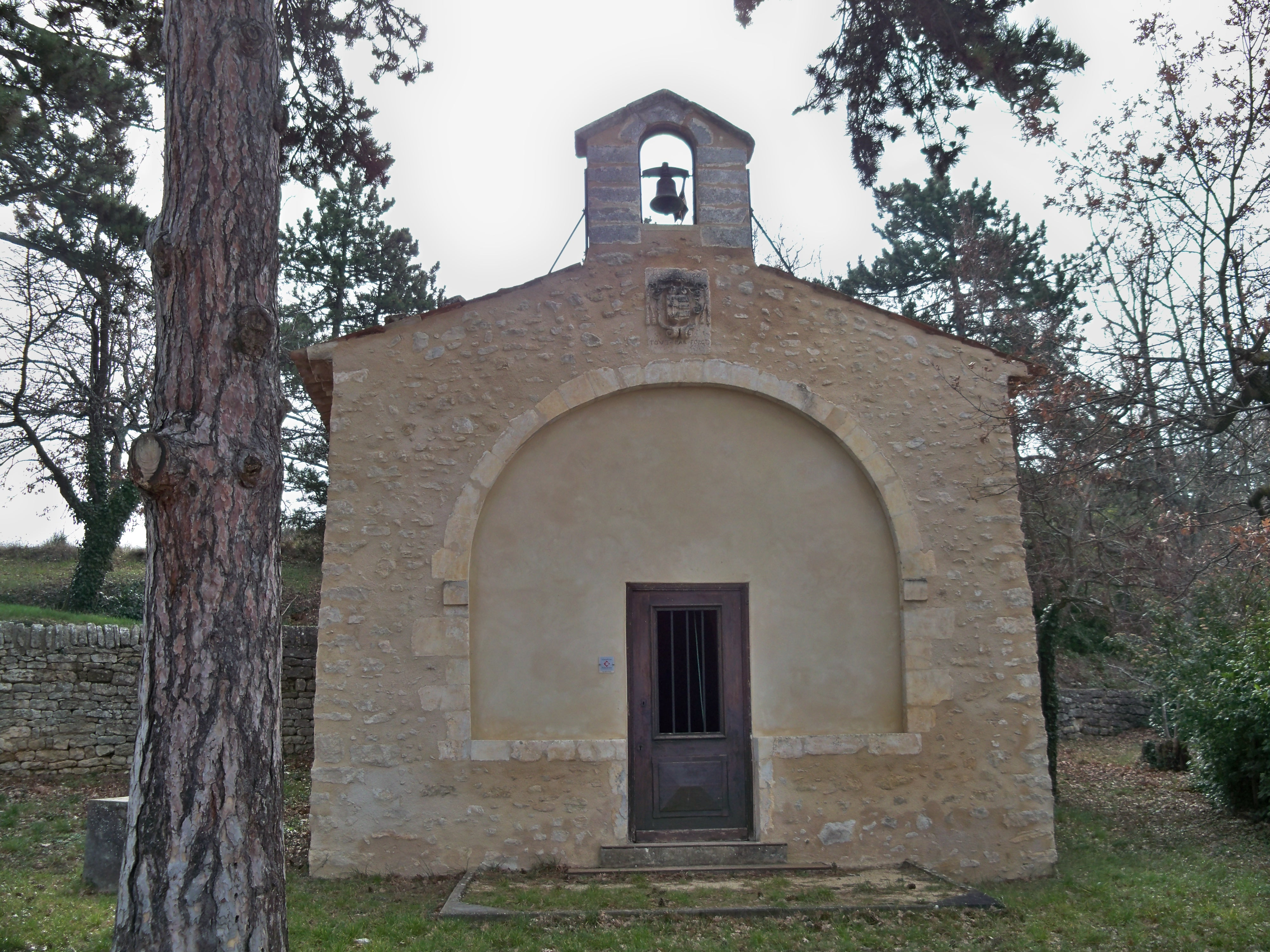
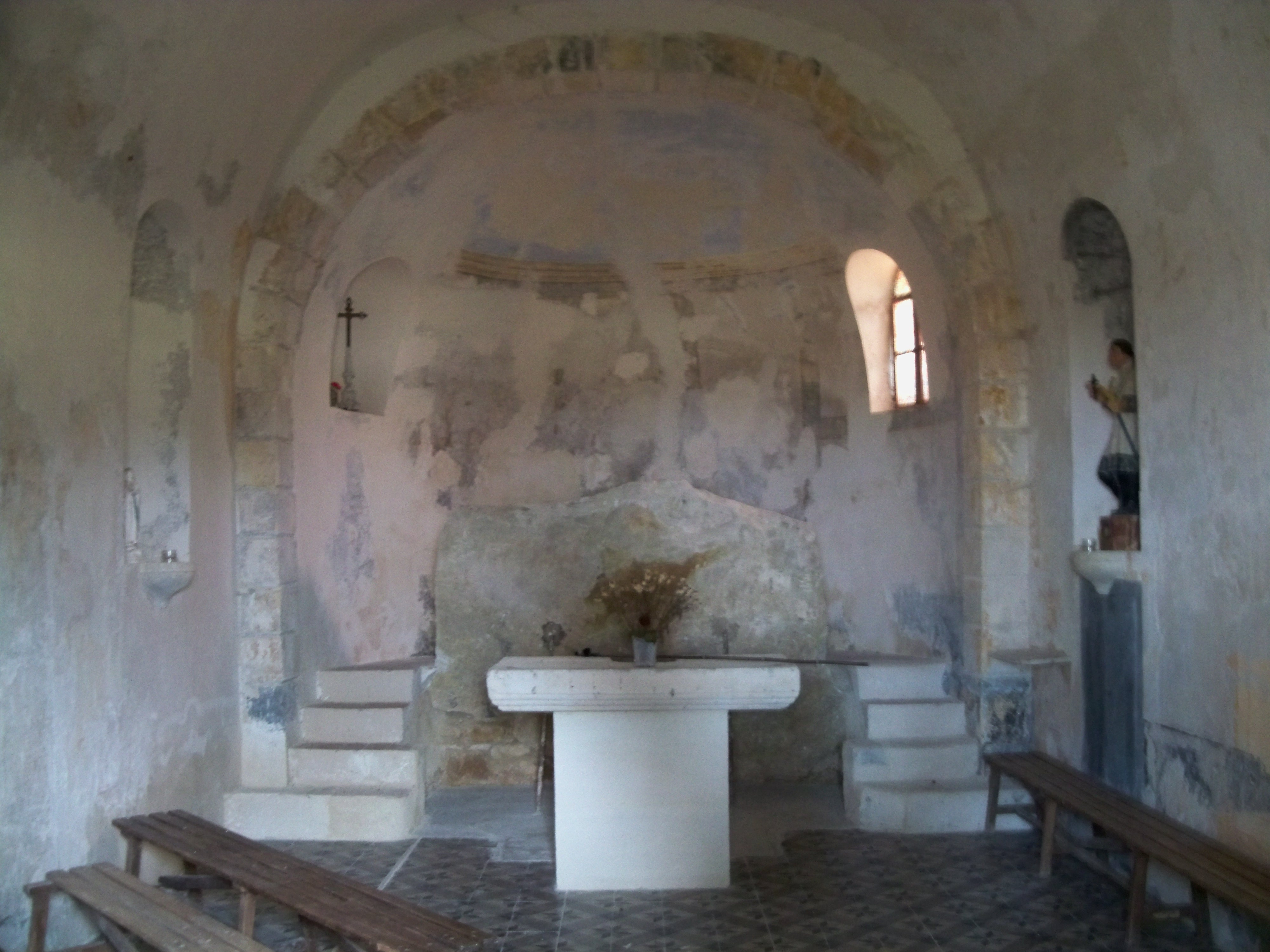
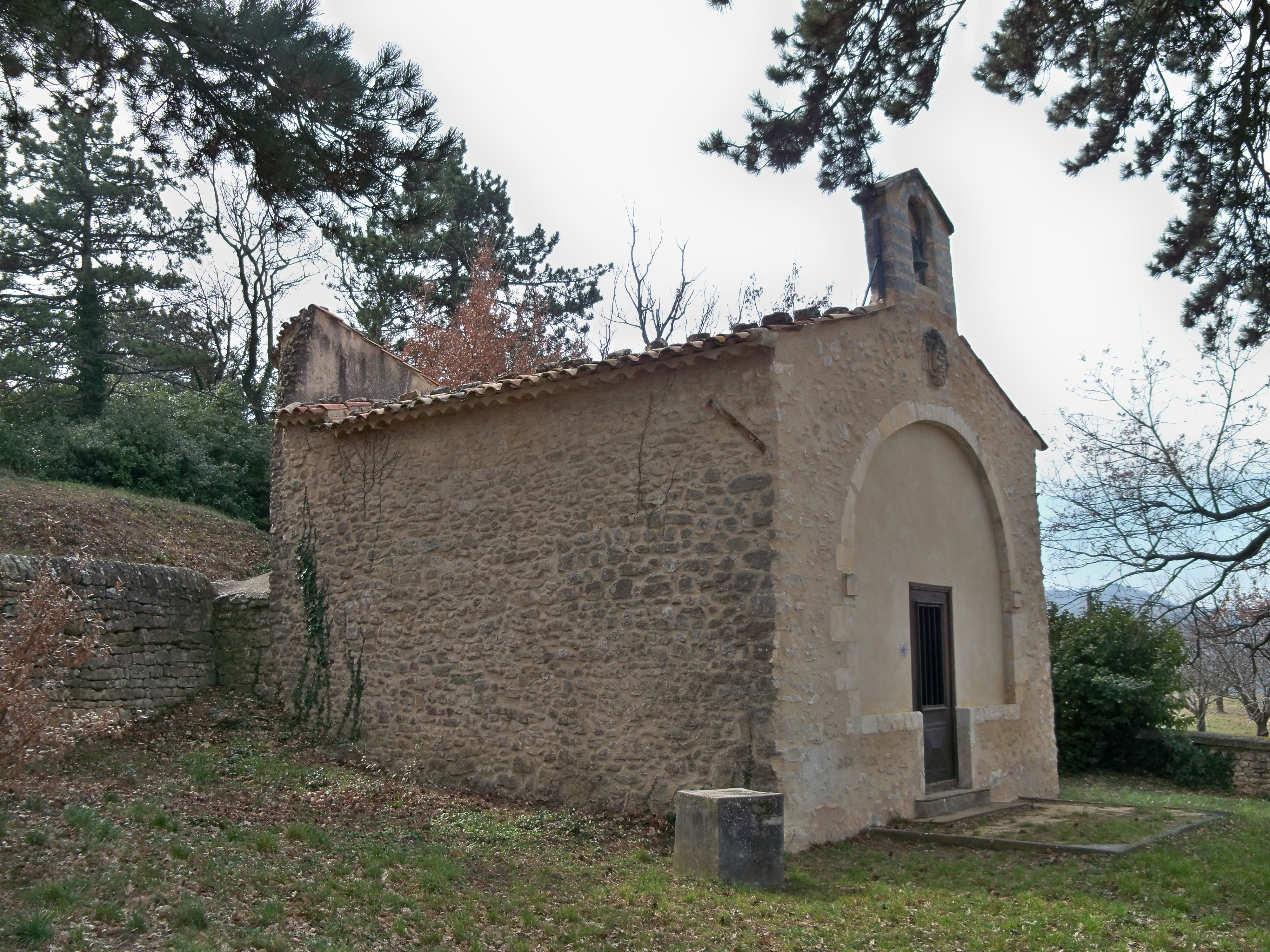
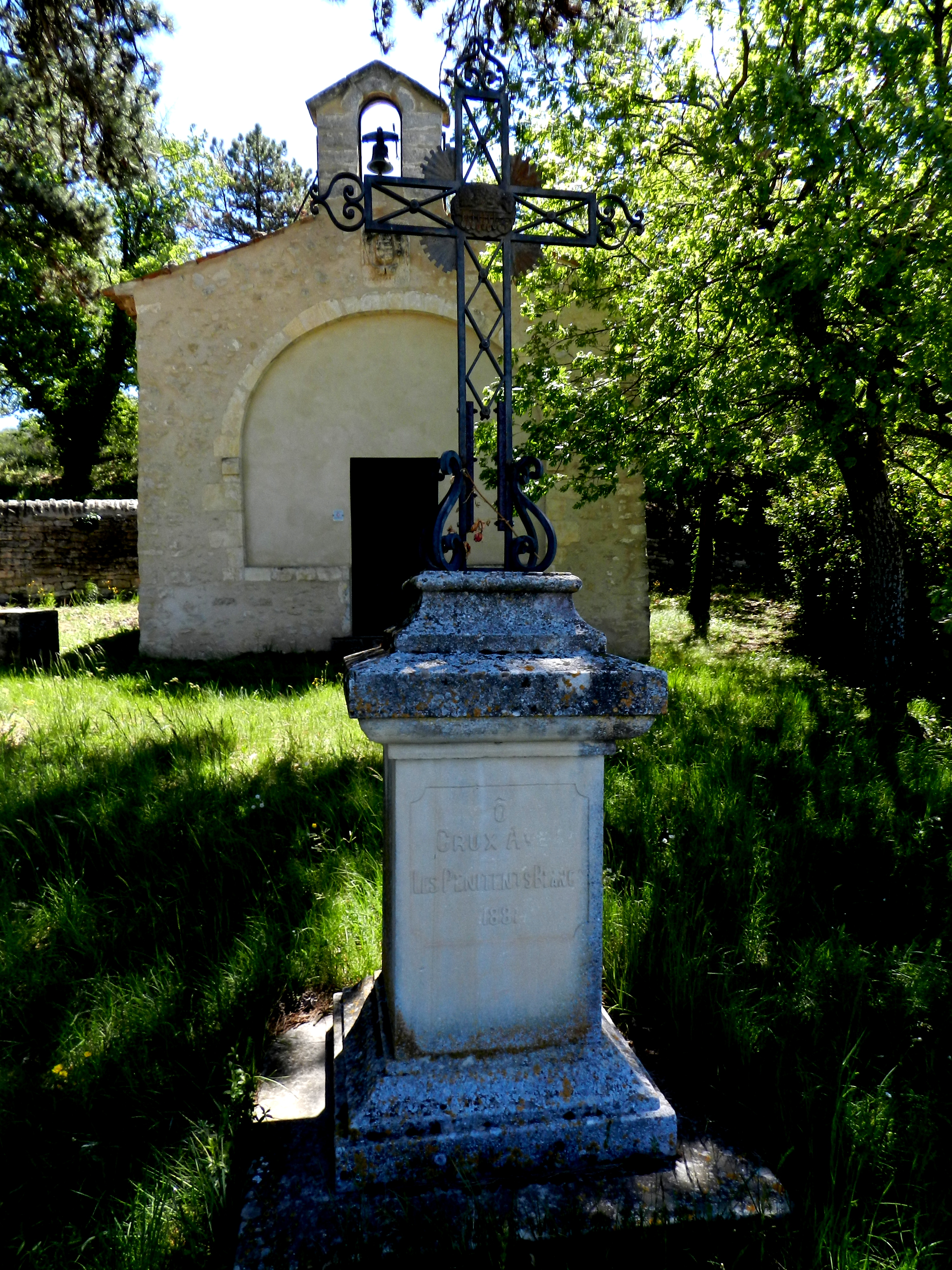